# 앤 마그릿
앤 마그릿(Ann Margret, 1941년 4월 28일 ~ )은 스웨덴, 미국의 가수이다. 어릴 때부터 노래와 무용을 했고, 5세 때 가족과 함께 미국으로 갔다. 고교, 대학 시절에도 노래에 정진하여, 1960년 조지 번스의 인정을 받아 라스베이거스의 쇼에 출연했다. 이후 많은 텔레비전 프로그램과 영화에서 활약하였다. 특히, 영화 《스테이트 페어》, 《바이 바이 바디》, 《스윙거》에서의 연기로 호평을 받았다.

## 경력
1961년, 앤 마그릿은 20세기 폭스사에서 스크린 테스트를 받은 후 7년 계약을 맺었다. 이후 유나이티드 아티스츠에 옮겨 베티 데이비스와 함께 《포켓에 가득찬 행복》(Pocketful of Miracles)이라는 코미디 영화에서 데뷔했다. 그리고 1962년 뮤지컬 《스테이트 페어》 (State Fair) 리메이크 영화에 출연하여 보비 대린과 찰스 유진 분 상대역 '에밀리'를 맡았다. 원래 극중 다른 여성 인물인 '마기' 역 오디션을 봤지만, 마기 역을 하기에는 이미지가 너무 관능적이어서 결국 에밀리 역에 캐스팅됐다. 그 다음, 영화 《바이 바이 버디》에서 주인공 10대 소녀 '킴'(Kim) 역할을 맡는다. 이 영화로 그녀를 일약 스타로 발돋움한다. 16년 전에 처음 가 보았던 라디오 시티 뮤직 홀에서 그녀의 영화가 첫 개봉을 했고 큰 성공을 했다. 이 영화는 현재까지 라디오 시티 뮤직 홀에서 개봉된 영화 중, 첫 번째 주에 가장 많은 돈을 벌어들인 영화이기도 하다. 라이프지는 앤을 두 번째 표지 모델로 선정하며 “그녀의 열정적인 춤이 극장을 중앙 난방보다 더 뜨거운 열기로 달궜다”고 극찬했다. 이후로 그녀는 월도프 애스토리아 뉴욕에서 열린 대통령 존 F. 케네디의 비공식적인 생일파티에서 “Baby, Won't You Please Come Home”라는 노래를 불러달라는 요청 받았다.
앤은 엘비스 프레슬리를 영화 《비바 라스베가스》영화 촬영지에서 만나게 된다. 그 후 프레슬리와 함께 영화에 삽입될 곡 "The Lady Loves Me", "You're The Boss"와 프레슬리의 노래 "Today, Tomorrow, and Forever," 3곡을 듀엣으로 불렀고, 이 중 "The Lady Loves Me"가 영화 마지막에 삽입됐. 이 세 노래는 Presley가 죽고 난 몇 년 후에야 앨범으로 발매되었다.
1963년, 앤은 TV 만화영화 시리즈 프린스톤 가족에서 자신을 만화 캐릭터화한 'Ann-Margrock'의 목소리 연기를 맡았다. 이 때 발라드 곡인 "The Littlest Lamb"와 "Ain't Gonna Be a Fool"을 불렀다. 몇 십 년 후, 애니메이션을 영화화한 《The Flintstones in Viva Rock Vegas》에서 'Ann-Margrock' 역으로 다시 한 번 노래했다. 1965년, 앤은 《신시내티의 도박사》에서 스티브 맥퀸의 상대역을 맡게 되었다. 스파이 패러디물 영화 《헬리오 특공작전》(Murderers' Row)에서 딘 마틴과 함께 주연을 맡았다. 1966년, 《The Swinger》에서 앤서니 프랜시오사와 함께 주연을 맡았다. 영화 《캣 벌루》주연 역할도 제안 받았지만, 이 제안은 그녀에게 알리지도 않고 매니저가 거절해버린다.
1966년 3월, 앤은 예능인인 척 데이, 미키 존스와 함께 USO의 팀을 꾸려, 베트남과 동남아에 파병된 미군 부대를 방문해 공연을 했다. 현재까지도 그녀는 참전 용사에 대해 큰 애정을 가지고 있어서 그들에 대해 얘기할 때 항상 "My Gentlemen"이라고 표현한다. 위 세 명은 2005년 11월 네바다에 있는 Nellis공군기지에서 앙코르 투어에서 재결합을 하기도 하였다.
한동안 영화 활동이 잠잠하다가, 1967년 7월, 앤은 첫 번째 라스 베가스 라이브 공연을 한다. 이 때 엘비스 프레슬리는 5주 동안 계속된 공연을 보러 와서 무대 뒤에서 축하해줬다. 그 후 엘비스는 앤의 베가스 공연 개막식 때마다 기타 모양의 화환을 보냈다. 베가스에서의 첫 공연이 끝난 후, 그녀는 1968년 12월 1일, CBS 텔레비전 스페셜 "The Ann-Margret Show"에 출연했다. 이 쇼에는 밥 호프, 잭 베니, 대니 토마스 등 스타들이 게스트로 출연했다. 그 후 그녀는 베트남 사이공으로 가, 밥 호프의 크리스마스 쇼에 출연하였다.

## 사생활
《Once a Thief》(1965) 촬영지에서 미래의 남편인 로저 스미스를 만난다. 스미스는 텔레비전 사립 탐정 시리즈인 《밥 호프》로 인기 몰이를 하고 있었고, 'Hungry i'라는 라이브 클럽에서 빌 코스비, 돈 아담스와 함께 쇼를 하고 있었다. 이후 앤은 부모님의 반대에도 불구하고 스미스와 교제를 하였다.

## 출연 작품
- 포켓에 가득찬 행복 (1961)
- 바이 바이 버디 (1963)
- 비바 라스베가스 (1964)
- 신시내티의 도박사 (1965)
- 애정과 욕망 (1971)
- 더 트레인 로버스 (1973)
- 토미 (1975)
- 조셉 앤드류스 (1977)
- 매직 (1978)
- 그럼피 올드 맨 (1993)
- 노바디스 칠드런 (1994, Nobody's Children)
- 그럼피어 올드 맨 (1995)
- 올스 페어 인 러브 (2009)